# Club Atlético Vélez Sarsfield (basket-ball)
Pour la section football, voir Club Atlético Vélez Sarsfield.
Le Club Atlético Vélez Sarsfield est un club omnisports argentin, basé dans la ville de Buenos Aires. 
La section de basket-ball féminin évolue en Liga A, soit le plus haut niveau du championnat argentin. La section masculine évolue en Lega B (3e division).

## Palmarès
- Champion d'Argentine : 2006

## Joueuses célèbres ou marquantes
- Sandra Carolina Pavón
- Paula Erica Gatti
- Marcela Julia Paoletta
- María Alejandra Fernández